# Stefano Malinverni
Stefano Malinverni (Cinisello Balsamo, 14 de mayo de 1959-Milan, 19 de junio de 2024) fue un atleta italiano especializado en la prueba de 4x400 m, categoría en la que llegó a ser medallista de bronce olímpico en 1980.

## Carrera deportiva
En los JJ. OO. de Moscú 1980 ganó la medalla de bronce en los relevos 4x400 metros, con un tiempo de 46,09 s, llegando a la meta tras la Unión Soviética (oro) y Alemania del Este (plata), siendo sus compañeros de equipo: Mauro Zuliani, Roberto Tozzi y Pietro Mennea.